# Ambroży Valls Matamales
Ambroży Valls Matamales znany też jako Ambroży z Benaguacil, (hiszp.) Luis Valls Matamales (ur. 3 maja 1870 w Benaguacil, zm. 26 sierpnia 1936 w Vinalesa na terenie archidiecezji walenckiej) – hiszpański błogosławiony Kościoła katolickiego, męczennik, prezbiter, kapucyn, kaznodzieja, ofiara prześladowań antykatolickich okresu hiszpańskiej wojny domowej.

## Życiorys
Był synem Valentína Valls i Mariany Matamales. Na chrzcie, który odbył się w dzień po urodzeniu otrzymał imię Luis (Alojzy). Do zakonu wstąpił 28 maja 1890 roku, śluby czasowe złożył 28 maja następnego roku, a śluby wieczyste 30 maja 1894 r.. Przyjął imię zakonne Ambroży. Święcenia kapłańskie otrzymał 22 września 1894 r., a mszę prymicyjną odprawił w klasztorze kapucynów Sanlúcar de Barrameda w Kadyksie.
W realizacji powołania pomagały mu jego pokora i pobożność. Apostolat realizował jako kaznodzieja, spowiednik i ojciec duchowy.
Gdy po wybuchu wojny domowej w Hiszpanii rozpoczęły się prześladowania katolików i napaści na klasztory przebywał w Masamagrell, skąd udał się do Vinales.
Aresztowany w nocy 24 sierpnia 1936 r. następnego dnia postawiono mu zarzut głoszenia kazań krytykujących komunizm, poddano torturom i rozstrzelano.
Proces informacyjny odbył się w Walencji w latach 1957–1959. Beatyfikowany w pierwszej grupie wyniesionych na ołtarze męczenników z zakonu kapucynów zamordowanych podczas prześladowań religijnych 1936–1939, razem z Józefem Aparicio Sanzem i 232 towarzyszami, pierwszymi wyniesionymi na ołtarze Kościoła katolickiego w trzecim tysiącleciu przez papieża Jana Pawła II w Watykanie 11 marca 2001 roku.
Wspomnienie liturgiczne obchodzone jest przez katolików w 26 sierpnia, a także w grupie męczenników 22 września.